# Prague Mustangs
I Prague Mustangs sono una squadra di football americano di Praga, nella Repubblica Ceca, fondata nel 2009.

## Dettaglio stagioni

### Amichevoli
| Stagione | Vin | Par | Per | Tot | PF | PS | avversaria      |
| -------- | --- | --- | --- | --- | -- | -- | --------------- |
| 2010     | 1   | 0   | 0   | 1   | 15 | 8  | Warsaw Spartans |
| Totale   | 1   | 0   | 0   | 1   | 15 | 8  |                 |

### Tornei nazionali

#### Tackle

##### Prima squadra

###### ČLAF
| Stagione | regular season | regular season | regular season | regular season | regular season | regular season | playoff | playoff | playoff | playoff | playoff | playoff   | playoff    |
|          | Vin            | Par            | Per            | Tot            | PF             | PS             | Vin     | Per     | Tot     | PF      | PS      | risultato | avversaria |
| -------- | -------------- | -------------- | -------------- | -------------- | -------------- | -------------- | ------- | ------- | ------- | ------- | ------- | --------- | ---------- |
| 2020     | 0              | 0              | 6              | 6              | 55             | 241            | -       | -       | -       | -       | -       | -         | -          |
| Totale   | 0              | 0              | 6              | 6              | 55             | 241            | -       | -       | -       | -       | -       |           |            |

Fonti: Enciclopedia del Football - A cura di Roberto Mezzetti

###### ČLAF B/Č2LAF
| Stagione | regular season | regular season | regular season | regular season | regular season | regular season | playoff | playoff | playoff | playoff | playoff | playoff   | playoff    |
|          | Vin            | Par            | Per            | Tot            | PF             | PS             | Vin     | Per     | Tot     | PF      | PS      | risultato | avversaria |
| -------- | -------------- | -------------- | -------------- | -------------- | -------------- | -------------- | ------- | ------- | ------- | ------- | ------- | --------- | ---------- |
| 2013     | 1              | 0              | 5              | 6              | 68             | 147            | -       | -       | -       | -       | -       | -         | -          |
| 2018     | 4              | 0              | 4              | 8              | 146            | 211            | -       | -       | -       | -       | -       | -         | -          |
| 2019     | 4              | 0              | 4              | 8              | 143            | 116            | -       | -       | -       | -       | -       | -         | -          |
| Totale   | 9              | 0              | 13             | 22             | 357            | 474            | -       | -       | -       | -       | -       |           |            |

Fonti: Enciclopedia del Football - A cura di Roberto Mezzetti

###### ČLAF C/Divize III/Č3LAF
| Stagione | regular season | regular season | regular season | regular season | regular season | regular season | playoff | playoff | playoff | playoff | playoff | playoff    | playoff         |
|          | Vin            | Par            | Per            | Tot            | PF             | PS             | Vin     | Per     | Tot     | PF      | PS      | risultato  | avversaria      |
| -------- | -------------- | -------------- | -------------- | -------------- | -------------- | -------------- | ------- | ------- | ------- | ------- | ------- | ---------- | --------------- |
| 2012     | 11             | 0              | 5              | 16             | 225            | 223            | 0       | 1       | 1       | 0       | 7       | Semifinale | Prague Béčko    |
| 2014     | 1              | 0              | 5              | 6              | 68             | 143            | -       | -       | -       | -       | -       | -          | -               |
| 2015     | 2              | 1              | 3              | 6              | 111            | 108            | -       | -       | -       | -       | -       | -          | -               |
| 2016     | 4              | 0              | 2              | 6              | 168            | 53             | 0       | 1       | 1       | 14      | 55      | Semifinale | Brno Alligators |
| 2017     | 6              | 0              | 0              | 6              | 138            | 23             | 0       | 1       | 1       | 3       | 27      | Semifinale | Přerov Mammoths |
| Totale   | 24             | 1              | 15             | 40             | 710            | 550            | 0       | 3       | 3       | 17      | 89      |            |                 |

Fonti: Enciclopedia del Football - A cura di Roberto Mezzetti

###### Č4LAF
| Stagione | regular season | regular season | regular season | regular season | regular season | regular season | playoff | playoff | playoff | playoff | playoff | playoff   | playoff    |
|          | Vin            | Par            | Per            | Tot            | PF             | PS             | Vin     | Per     | Tot     | PF      | PS      | risultato | avversaria |
| -------- | -------------- | -------------- | -------------- | -------------- | -------------- | -------------- | ------- | ------- | ------- | ------- | ------- | --------- | ---------- |
| 2016     | 0              | 0              | 6              | 6              | 27             | 214            | -       | -       | -       | -       | -       | -         | -          |
| Totale   | 0              | 0              | 6              | 6              | 27             | 214            | -       | -       | -       | -       | -       |           |            |

Fonti: Enciclopedia del Football - A cura di Roberto Mezzetti

###### AF-UVAS Serie A7
| Stagione | regular season | regular season | regular season | regular season | regular season | regular season | playoff | playoff | playoff | playoff | playoff | playoff   | playoff        |
|          | Vin            | Par            | Per            | Tot            | PF             | PS             | Vin     | Per     | Tot     | PF      | PS      | risultato | avversaria     |
| -------- | -------------- | -------------- | -------------- | -------------- | -------------- | -------------- | ------- | ------- | ------- | ------- | ------- | --------- | -------------- |
| 2010     | 8              | 0              | 0              | 8              | 141            | 60             | 0       | 1       | 1       | 14      | 39      | Finale    | Znojmo Knights |
| 2011     | 4              | 0              | 5              | 9              | 83             | 92             | -       | -       | -       | -       | -       | -         | -              |
| Totale   | 12             | 0              | 5              | 17             | 224            | 152            | 0       | 1       | 1       | 14      | 39      |           |                |

Fonti: Enciclopedia del Football - A cura di Roberto Mezzetti

##### Giovanili

###### ČJLAF
| Stagione | regular season | regular season | regular season | regular season | regular season | regular season | playoff | playoff | playoff | playoff | playoff | playoff   | playoff    |
|          | Vin            | Par            | Per            | Tot            | PF             | PS             | Vin     | Per     | Tot     | PF      | PS      | risultato | avversaria |
| -------- | -------------- | -------------- | -------------- | -------------- | -------------- | -------------- | ------- | ------- | ------- | ------- | ------- | --------- | ---------- |
| 2018     | 1              | 0              | 4              | 5              | 110            | 164            | -       | -       | -       | -       | -       | -         | -          |
| 2019     | 1              | 0              | 5              | 6              | 73             | 201            | -       | -       | -       | -       | -       | -         | -          |
| Totale   | 2              | 0              | 9              | 11             | 183            | 365            | -       | -       | -       | -       | -       |           |            |

Fonti: Enciclopedia del Football - A cura di Roberto Mezzetti

###### Č2JLAF
| Stagione | regular season | regular season | regular season | regular season | regular season | regular season | playoff | playoff | playoff | playoff | playoff | playoff   | playoff    |
|          | Vin            | Par            | Per            | Tot            | PF             | PS             | Vin     | Per     | Tot     | PF      | PS      | risultato | avversaria |
| -------- | -------------- | -------------- | -------------- | -------------- | -------------- | -------------- | ------- | ------- | ------- | ------- | ------- | --------- | ---------- |
| 2016     | 2              | 0              | 3              | 5              | 113            | 151            | -       | -       | -       | -       | -       | -         | -          |
| 2017     | 0              | 0              | 6              | 6              | 83             | 198            | -       | -       | -       | -       | -       | -         | -          |
| Totale   | 2              | 0              | 9              | 11             | 196            | 349            | -       | -       | -       | -       | -       |           |            |

###### Juniorský pohár
| Stagione | regular season | regular season | regular season | regular season | regular season | regular season | playoff | playoff | playoff | playoff | playoff | playoff   | playoff    |
|          | Vin            | Par            | Per            | Tot            | PF             | PS             | Vin     | Per     | Tot     | PF      | PS      | risultato | avversaria |
| -------- | -------------- | -------------- | -------------- | -------------- | -------------- | -------------- | ------- | ------- | ------- | ------- | ------- | --------- | ---------- |
| 2015     | 2              | 0              | 2              | 4              | 112            | 100            | -       | -       | -       | -       | -       | -         | -          |
| Totale   | 2              | 0              | 2              | 4              | 112            | 100            | -       | -       | -       | -       | -       |           |            |

Fonti: Enciclopedia del Football - A cura di Roberto Mezzetti

#### Flag

##### Prima squadra

###### Flagové mistrovství
| Stagione | regular season | regular season | regular season | regular season | regular season | regular season | playoff | playoff | playoff | playoff | playoff | playoff     | playoff            |
|          | Vin            | Par            | Per            | Tot            | PF             | PS             | Vin     | Per     | Tot     | PF      | PS      | risultato   | avversaria         |
| -------- | -------------- | -------------- | -------------- | -------------- | -------------- | -------------- | ------- | ------- | ------- | ------- | ------- | ----------- | ------------------ |
| 2014     | 1              | 0              | 1              | 2              | 36             | 56             | 1       | 1       | 2       | 54      | 39      | Terzo posto | Prague Hippos      |
| 2015     | 2              | 0              | 0              | 2              | 96             | 6              | 2       | 1       | 3       | 74      | 46      | Terzo posto | Pilsen Patriots    |
| 2016     | 2              | 0              | 0              | 2              | 64             | 39             | 2       | 1       | 3       | 76      | 39      | Finale      | Panthers 30+       |
| 2016     | 0              | 0              | 2              | 2              | 38             | 56             | 2       | 0       | 2       | 27      | 6       | Nono posto  | Ostrava Steelers B |
| 2017     | 6              | 0              | 1              | 7              | 201            | 72             | 0       | 1       | 1       | 7       | 13      | Finale      | Panthers 30+       |
| Totale   | 11             | 0              | 4              | 15             | 435            | 229            | 7       | 4       | 11      | 238     | 143     |             |                    |

Fonti: Enciclopedia del Football - A cura di Roberto Mezzetti

##### Giovanili

###### Flagová liga U19
| Stagione | regular season | regular season | regular season | regular season | regular season | regular season | playoff | playoff | playoff | playoff | playoff | playoff     | playoff          |
|          | Vin            | Par            | Per            | Tot            | PF             | PS             | Vin     | Per     | Tot     | PF      | PS      | risultato   | avversaria       |
| -------- | -------------- | -------------- | -------------- | -------------- | -------------- | -------------- | ------- | ------- | ------- | ------- | ------- | ----------- | ---------------- |
| 2016     | 9              | 3              | 8              | 20             | 388            | 378            | 1       | 1       | 2       | 59      | 60      | Terzo posto | Budweis Hellboys |
| 2018     | 12             | 0              | 3              | 15             | 555            | 201            | 1       | 1       | 2       | 113     | 60      | Terzo posto | Ostrava Steelers |
| 2019     | 2              | 0              | 9              | 12             | 293            | 423            | -       | -       | -       | -       | -       | -           | -                |
| Totale   | 23             | 3              | 20             | 46             | 1236           | 1002           | 2       | 2       | 4       | 172     | 120     |             |                  |

Fonti: Enciclopedia del Football - A cura di Roberto Mezzetti